# Museo de Arte de Hong Kong

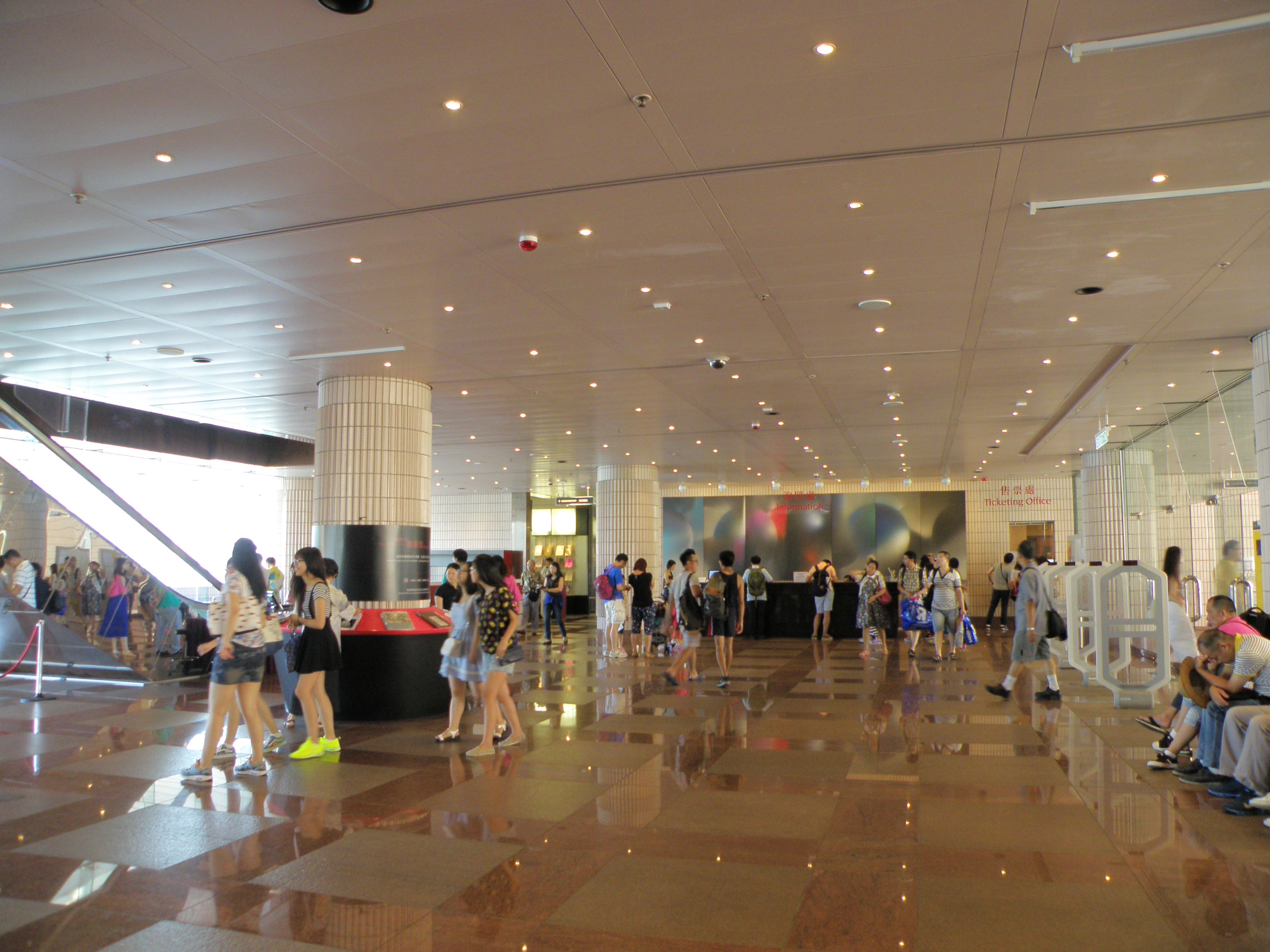
Vestíbulo del museo.

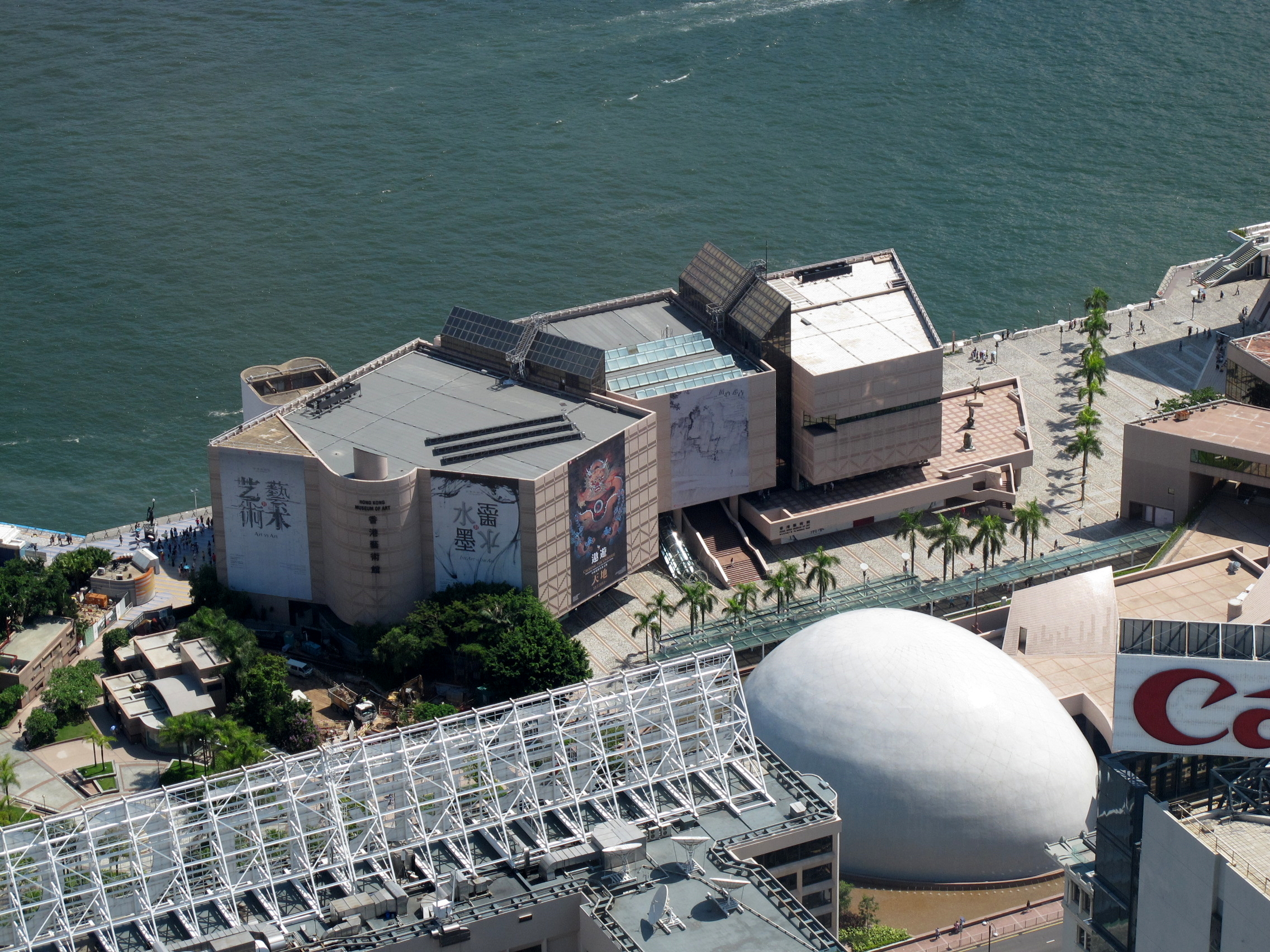
El Museo de Arte de Hong Kong antes de su renovación.

El Museo de Arte de Hong Kong es el primer y principal museo de arte de Hong Kong (China), situado en Salisbury Road, Tsim Sha Tsui. Es un museo público gestionado por el Departamento de Ocio y Servicios Culturales del Gobierno de Hong Kong y cuenta con una colección de arte de más de 17 000 objetos. La entrada es gratuita para las exposiciones permanentes. Su rival es el Centro de las Artes de Hong Kong, no gestionado por el Gobierno. Estos dos museos están considerados como los dos mejores museos de arte de Hong Kong, que marcan el discurso del arte en la ciudad.
Tiene una sucursal, el Museo de Accesorios de Té de Flagstaff House, situado en el Parque de Hong Kong en Central.

## Historia
El museo fue fundado por el Consejo Urbano el 2 de marzo de 1962 con el nombre de Museo y Galería de Arte de la Ciudad y originalmente estaba situado en el Ayuntamiento, en Central.
En julio de 1975, este museo fue dividido en dos: el Museo de Historia de Hong Kong y el Museo de Arte de Hong Kong. El Museo de Historia se trasladó al Parque de Kowloon en 1983. Hasta que en 1991 se marchó del Ayuntamiento, el Museo de Arte ocupaba la parte trasera de la planta 8.ª y las plantas 9.ª, 10.ª y 11.ª del edificio alto. Actualmente, estas plantas albergan una biblioteca pública. En 1991, se trasladó a sus instalaciones actuales en el 10 de Salisbury Road, en Tsim Sha Tsui, cerca del Centro Cultural de Hong Kong y del Museo del Espacio de Hong Kong. El nuevo museo fue inaugurado formalmente por el gobernador Chris Patten el 11 de septiembre de 1992.
El museo cerró el 3 de agosto de 2015 para ser sometido a una ampliación y renovación con un presupuesto de 400 millones de dólares, y reabrió sus puertas el 30 de noviembre de 2019.

## Exposiciones
El museo cambia sus exposiciones frecuentemente. Las exposiciones del museo son principalmente de cuadros, caligrafía y esculturas de Hong Kong, China y otras partes del mundo.
Desde el 25 de mayo hasta el 4 de julio de 1962, el museo (entonces todavía llamado Museo y Galería de Arte del Ayuntamiento de Hong Kong) acogió la exposición Hong Kong Art Today («El arte de Hong Kong en la actualidad»), que fue significativa por ser la primera exposición que tenía por tema el arte de Hong Kong. La exposición también reflejó que el realismo artístico se había quedado obsoleto y que el arte abstracto era el preferido en esa época.
Desde 1975, el museo ha albergado la Exposición Bienal de Arte de Hong Kong, que presenta la obra de artistas contemporáneos de Hong Kong. Fue renombrada Premios de la Bienal de Arte Contemporáneo de Hong Kong en 2009.

## Transporte
El museo está a poca distancia tanto de la estación de East Tsim Sha Tsui como de la estación de Tsim Sha Tsui del Metro de Hong Kong. Está aún más cerca el muelle de ferries de Tsim Sha Tsui, que ofrece servicios hacia Wan Chai y Central.